# Meizonyx
Meizonyx (лат.) — род вымерших плейстоценовых гигантских ленивцев из семейства Megalonychidae. Описан единственный вид, Meizonyx salvadorensis, остатки представителей которого обнаружены только на территории Сальвадора (ирвингтонские отложения в районе Барранка-дель-Сисимико).
Род Meizonyx описан по единственному левому фрагменту нижней челюсти, найденной в 1979 году при раскопках в Сальвадоре в районе Барранка-дель-Сисимико (департамент Сан-Висенте). Челюсть была найдена в ирвингтонских отложениях, относящихся к раннему и среднему плейстоцену. Род описан в 1985 году как монотипический, включающий единственный вид M. salvadorensis. Родовое название восходит к греческим словам «больший» и «коготь», по аналогии с ранее описанным видом Megalonyx, название которого образовано от слов «большой» и «коготь» (позже был описан ещё один род, Megistonyx, для названия которого была описана уже превосходная степень слова — «самый большой»). Челюсть голотипа находится в коллекции Флоридского музея естественной истории, каталожный номер UF 27513.
Судя по имеющимся останкам, Meizonyx был очень крупным ленивцем, примитивным по сравнению с ранее известными родичами. Этот род характеризуется мощной челюстью и треугольными клыковидными зубами, которые очень напоминают нижние зубы живших в позднем миоцене представителей рода Pliometanastes (известные у более развитых форм зубы в форме трапеций или усечённых треугольников у данного рода отсутствуют).
Уже в 1985 году, в год описания нового рода, было высказано предположение, что он является центральноамериканским потомком Pliometanastes, однако ввиду отсутствия дополнительных останков невозможно установить, эволюционировал ли он уже в Центральной Америке или мигрировал по Панамскому мосту в процессе так называемого Великого межамериканского обмена. В дальнейшем, с открытием новых таксонов, было показано, что Meizonyx и описанный позже по находкам в Мексике Nohochichak ближе к южноамериканским родам Megistonyx и Ahytherium, чем к лучше изученным североамериканским гигантским ленивцам Pliometanastes и Megalonyx. Meizonyx также существенно отличается от гигантских двупалоленивцевых, известных по находкам в Вест-Индии.
При тех же раскопках, что и Meizonyx, были обнаружены останки ещё одного ранее неизвестного гигантского ленивца, Megalonyx obtusidens. Сосуществование в одном географическом районе в один и тот же период двух разных представителей гигантских ленивцев остаётся уникальным для Северной Америки — больше таких случаев неизвестно.